# Александар Тешић
Александар Тешић (Чачак, 5. март, 1961) је српски приповедач епске фантастике и хорор романа, понајпре познат читалачкој публици по серијалу романа „Косингас”.

## Биографија
Александар Тешић је рођен 5. марта 1961. године у Чачку, а с обзиром да му је отац био дипломата, своје детињство је провео у иностранству, где је и почео да пише. Након завршеног школовања на Правном факултету почиње да ради као преводилац у Радио-телевизији Србије где је и даље запослен, а тренутно живи са својом породицом живи у Београду. Поред тога, Александар Тешић је и оснивач своје тј. породичне издавачке куће „Страхор“, успостављене 2016. године не само ради издавања сопствених књига, него и страних али и издања младих неафирмисаних аутора. Тешић постао је популаран 2008. године изласком првог наслова вероватно десетологије „Косингас“, јер како и сам наводи, сагу „Косингас“ писаће у десет делова да би заокружио око 100 година раздобља Срспке историографије. Годинама је путовао по Србији и планинарио, несвесно сакупљајући грађу за „Косингас”. Осим писања, рада у издаваштву и превођења за РТС, „српски Толкин”, како га многи зову, има и директну комуникацију са читаоцима путем друштвених мрежа, попут групе „КОСИНГАС, трилогија“.